# Noelia
Noelia est une chanteuse portoricaine née le 31 août 1979  à San Juan (Porto Rico). Elle habite actuellement à Miami.
Elle a déjà vendu 8 millions d'albums à travers le monde, reçu 18 disques d'or, 9 disques de platine, (trois albums en ont eu deux), ainsi que de très nombreuses récompenses.

## Biographie
Noelia est la fille de la chanteuse et actrice Yolandita Monge et de l'homme d'affaires uruguayen Alfredo Lorenzo. 
Elle a montré un intérêt pour la musique depuis son plus jeune âge.
Plusieurs titres ont d'ailleurs été classés au Top 40 du Billboard, en tête du Top 20 du Latino Top.
Elle a ainsi été nommée à nouveau aux Latins Billboard pour la troisième fois en 2007, reçu le prix Billboard dans la catégorie album de l'année.
Lors de sa tournée en Italie, elle a été reconnue comme « chanteuse Internationale de l'année » au Festival Bar.
Noelia est considérée comme l'une des 10 chanteuses latino les plus sexys (Magazine Maxim).
« People Magazine » a même élu Noelia comme « Personnalité latine la plus belle en 2008 ».
Pour la première fois elle vient d'enregistrer un album totalement en anglais.

## Noelia en France
Après une carrière prometteuse aux États-Unis et dans le Sud de l'Europe notamment en Italie, Noelia souhaite à présent conquérir le marché français avec son single Caribbean queen reload. 
Une campagne de promotion est lancée, en juillet 2008, par Franck Denizot, son manager en France, via son entreprise de management ADmanagement.

## Discographie
Albums
- 1999: Noelia - #7 (Billboard Top Latin Albums), Gold
- 2000: Golpeando Fuerte - #26 (Billboard Top Latin Albums)
- 2003: Natural - #54 (Billboard Top Latin Albums)
- 2005: 40 Grados
- 2007: Volverte a Ver
- 2008: Caribbean Queen Reloaded

Singles
| 1999 | "Tú"                                      | Noelia (album)\|Noelia | 5  | -  |
| 1999 | "Toco la Luz"                             | Noelia (album)\|Noelia | 32 | -  |
| 1999 | "Candela"                                 | Noelia (album)\|Noelia | 27 | -  |
| 2001 | "Ni Una Lágrima Más"                      | Golpeando Fuerte       | 15 | -  |
| 2003 | "Ya No Eres El Mismo"                     | Natural                | 24 | -  |
| 2003 | "Clávame Tu Amor"                         | Natural                | 5  | -  |
| 2004 | "Ya No Eres El Mismo" (Notty Cotto Mixes) | Natural                | -  | 40 |
| 2004 | "Enamorada"                               | Natural                | 26 | -  |
| 2006 | "Como Duele"                              | 40 Grados              | 8  | -  |